# نكلا العنب
قرية نكلا العنب هي إحدى القرى التابعة لمركز إيتاي البارود في محافظة البحيرة في جمهورية مصر العربية. حسب إحصاءات سنة 2006، بلغ إجمالي السكان في نكلا العنب 22208 نسمة، منهم 11639 رجل و10569 امرأة، ومن أبنائها الشيخ محمد الغزالي والشيخ محمد حامد الفقي وأحمد جويلي وزير التجارة والتموين الأسبق والفنانة عبلة كامل.

## التاريخ
قرية نكلا العنب من القرى القديمة، واسمها الأصلي وقت الفتح الإسلامي لمصر أكيلا (بالإنجليزية: Aqela)‏، وقد وردت باسم محلة نكلا في أعمال البحيرة ضمن قرى الروك الصلاحي التي أحصاها ابن مماتي في كتاب قوانين الدواوين، كما وردت باسم محلة نكلا في أعمال البحيرة ضمن قرى الروك الناصري التي أحصاها ابن الجيعان في كتاب «التحفة السنية بأسماء البلاد المصرية». وفي العصر العثماني كان اسمها في تربيع سنة 933هـ/1527م الذي أجراه الوالي العثماني سليمان باشا الخادم في عصر السلطان العثماني سليمان القانوني محلة نكلا العنب ضمن قرى ولاية البحيرة، وفي تاريخ 1228هـ/1813م الذي عدّ قرى مصر بعد المسح الذي قام به محمد علي باشا باسم نكلا العنب ضمن قرى مديرية البحيرة.